# Грандо, Евсей Павлович

Евсей Павлович Грандо (1890 — 1938) — советский государственный и хозяйственный деятель. Награждён орденом Ленина (1932).
С 15 апреля по 6 сентября 1929 г. заведующий отделом труда Моссовета и Мособлисполкома. С 13 мая также уполномоченный наркомата труда РСФСР по Московской области.
В 1929—1932 — на строительстве Днепровского промышленного комбината, начальник отдела экономики труда и заведующий отделом кадров Управления объединённого Днепровского строительства. 
Награждён орденом Ленина «за большую работу в области организации технического нормирования — разработки норм по механизации по бетонным и земляным работам, а также в области оплаты сдельных работ и подготовки кадров квалифицированных рабочих» (1932).
В последующем работал в Моссовете, зам. начальника строительства Дворца Советов.
В 1937 году арестован. Обвинен во вредительстве: в том, что по его и В. М. Михайлова вине произошел двухлетний разрыв между пуском электростанции на Днепре и введением в эксплуатацию главных промышленных потребителей электроэнергии.
Расстрелян в Москве 21 января 1938 г. по приговору Военной коллегии Верховного суда СССР.
Фото https://web.archive.org/web/20140312212330/http://ungaz.info/main/storya/943-httphuastory62531.html
https://web.archive.org/web/20140312213530/http://www.life.zp.ua/tovarishh-grando-zav-otdelom-dneprostroya